# 绍穆塞
绍穆塞（法語：Chaumousey，法語發音：[ʃomuzɛ] ⓘ）是法国大东部大区孚日省的一个市镇，位于该省中部，省会埃皮纳勒市区以西，属于埃皮纳勒区和埃皮纳勒城市圈公共社区。

## 地理
绍穆塞（48°10'25"N, 6°20'8"E）面积8.71 平方千米，位于法国大東部大區孚日省，该省份为法国东北部内陆省份，北起默兹省和默尔特-摩泽尔省，西接上马恩省，南至上索恩省和贝尔福地区省，东临上莱茵省和下莱茵省。
与绍穆塞接壤的市镇（或旧市镇、城区）包括：勒诺瓦、桑谢、达尔尼约勒、多马坦欧布瓦、日朗库尔、戈雷。

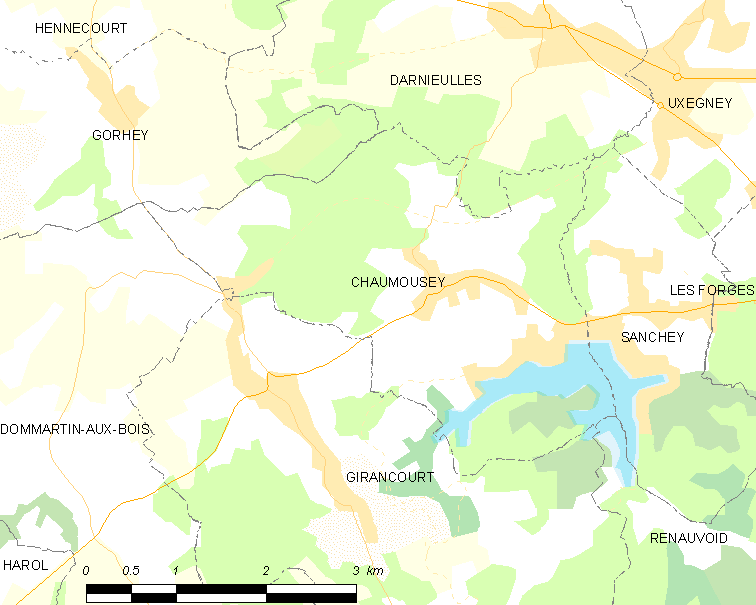
绍穆塞的OSM定位图

绍穆塞的时区为UTC+01:00、UTC+02:00（夏令时）。

## 行政
绍穆塞的邮政编码为88390，INSEE市镇编码为88098。

## 政治
绍穆塞所属的省级选区为埃皮纳勒第一县。

## 人口

1962-2008年间绍穆塞人口变化图示

绍穆塞于2022年1月1日时的人口数量为913人。